# جائل فریرا
جائل فریرا (به پرتغالی: Jael Ferreira Vieira) مهاجم اهل برزیل است که در شهر Várzea Grande و در تاریخ ۳۰ اکتبر ۱۹۸۸ به دنیا آمده‌است.
جائل فریرا در تیم‌های فوتبال Criciúma سابقهٔ حضور دارد.